# Hybozelodes dispar
Hybozelodes dispar là một loài ruồi trong họ Asilidae. Hybozelodes dispar được Hermann miêu tả năm 1912. Loài này phân bố ở vùng Tân nhiệt đới.